# Рыже-серый валлаби
Рыже-серый валлаби (лат. Notamacropus rufogriseus, или Macropus rufogriseus) — вид двурезцовых сумчатых из семейства кенгуровых. Встречается в районах умеренного климата Восточной Австралии, в том числе на острове Тасмания.

## Распространение
Рыже-серый валлаби встречается в прибрежных кустарниковых и склерофитовых лесах на всём протяжении Восточной Австралии, от города Рокгемптон в штате Квинсленд до границы со штатом Южная Австралия; на острове Тасмания и других островах Бассова пролива. За последние тридцать лет из-за сокращения охоты на них и частичной расчистки лесов популяция рыже-серого валлаби в Тасмании, северо-восточной части Нового Южного Уэльса и прибрежной части Квинсленда значительно возросла.
Рыже-серый валлаби был интродуцирован  на Британских островах примерно в 1900 году и на шотландские острова островом Бьют и Ланди в 1970-х годах. Общая численность валлаби в Великобритании в настоящее время неизвестна. Считается, что популяция острова Мэн насчитывает 1740 особей, тогда как популяция Пик-Дистрикт, вероятно, вымерла, поскольку животных там не видели с 2000 года.

## Внешний вид

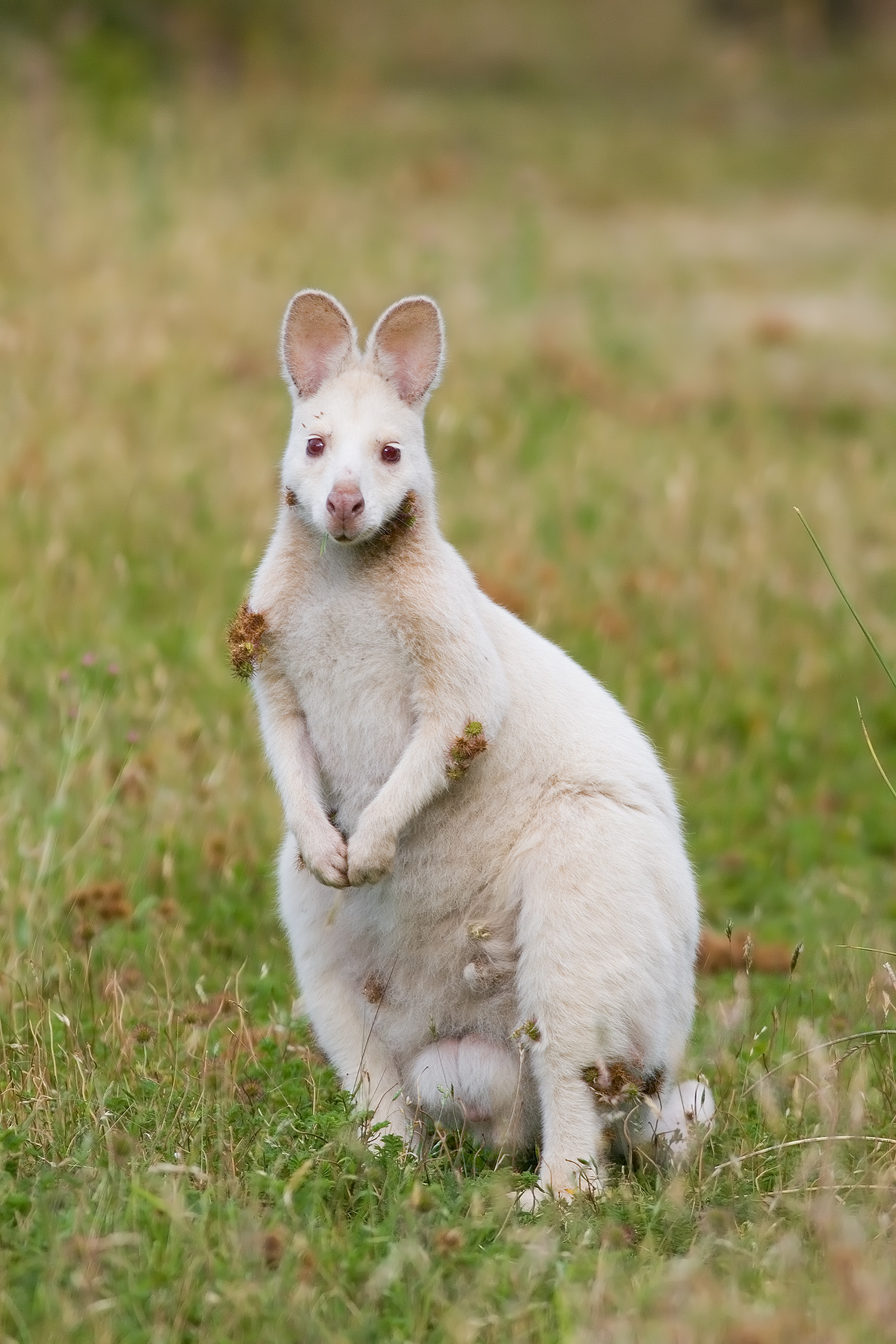
На острове Бруни, вблизи побережья Тасмании, имеется небольшая популяция рыже-серых валлаби-альбиносов.

Длина корпуса рыже-серого валлаби вместе с головой колеблется от 92 до 105 см. Длина хвоста составляет около 70—75 см. Вес животного — от 14 до 20 кг, при этом самцы более крупные по размерам, чем самки. Верхняя часть рыже-серого валлаби носит рыжеватый оттенок, а нижняя — серо-коричневый с белой грудью и животом. Встречающийся на острове Тасмания подвид, валлаби Беннета, имеет меньшие размеры по сравнению с подвидами, представленными на материковой части Австралии, и имеет также более длинную шерсть. Как и других кенгуровых, у рыже-серого валлаби задние лапы более длинные и мощные, чем передние. Хвост животного длинный и мускулистый.
Голова рыже-серого валлаби относительно маленькая, со сравнительно длинными ушами (до 8 см). Морда окрашена в тёмно-коричневый цвет.

## Образ жизни
Рыже-серые валлаби в первую очередь активны в сумерки. В дневное время они изредка занимаются поисками еды. Какого-либо выраженного социального поведения у животных не наблюдается: многие из рыже-серых валлаби ведут одиночный образ жизни, хотя также могут жить небольшими группами. Питаются рыже-серые кенгуру растительной пищей.
На материковой части Австралии эти животные могут размножаться круглый год, однако на острове Тасмания детёныши появляются на свет, как правило, в феврале—марте. Период вынашивания составляет около 30 дней. После рождения молодняк (один детёныш) проводит первые девять месяцев своей жизни в материнской сумке. В период с 12 по 17 месяц детёныши отлучаются от матери. Половая зрелость у самок наступает в 14 месяцев, у самцов — в 19 месяцев.
Поведение примирения определяется как «дружественный» контакт, который происходит между жертвой и агрессором после конфликта с целью «заключить мир». Примирение присуще человеку и другим социальным плацентарным млекопитающим. Недавнее исследование показало, что примирение присуще также рыже-серым валлаби, у которых это уменьшает стресс у жертвы.

## Подвиды
Выделяются три подвида рыже-серого кенгуру:
- N. r. banksianus (Quoy & Gaimard, 1825). Материковый подвид.
- N. r. rufogriseus (Desmarest, 1817). Обитает на острове Тасмания.
- N. r. fruticus (Ogilby, 1838).

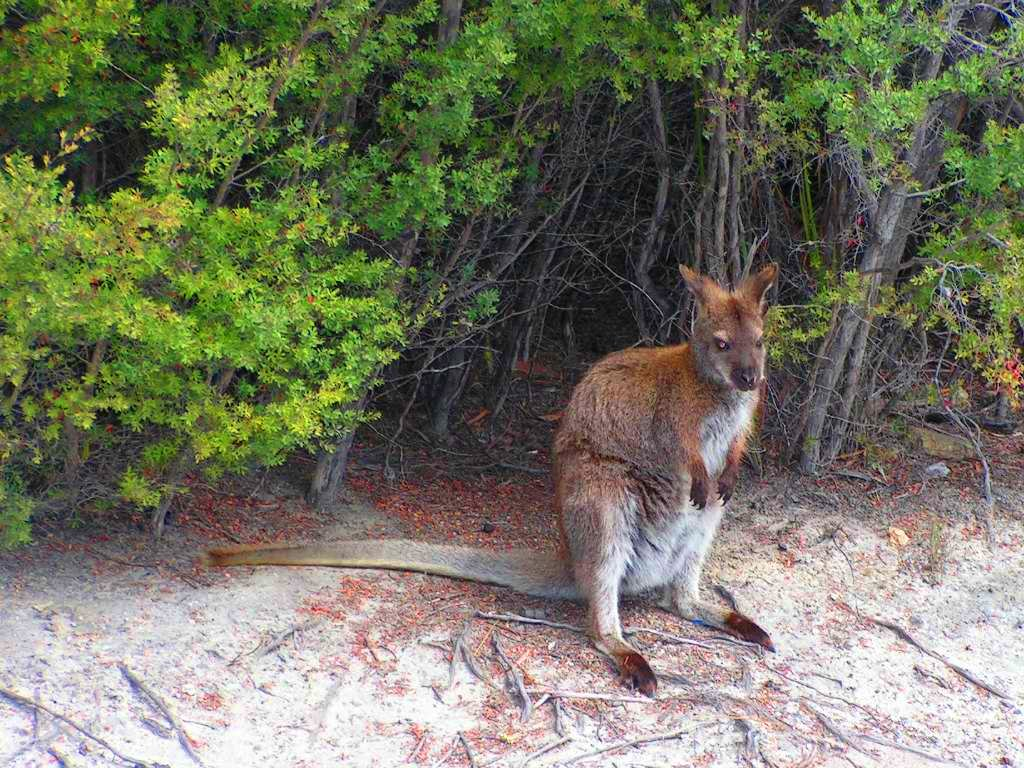
M. r. banksianus
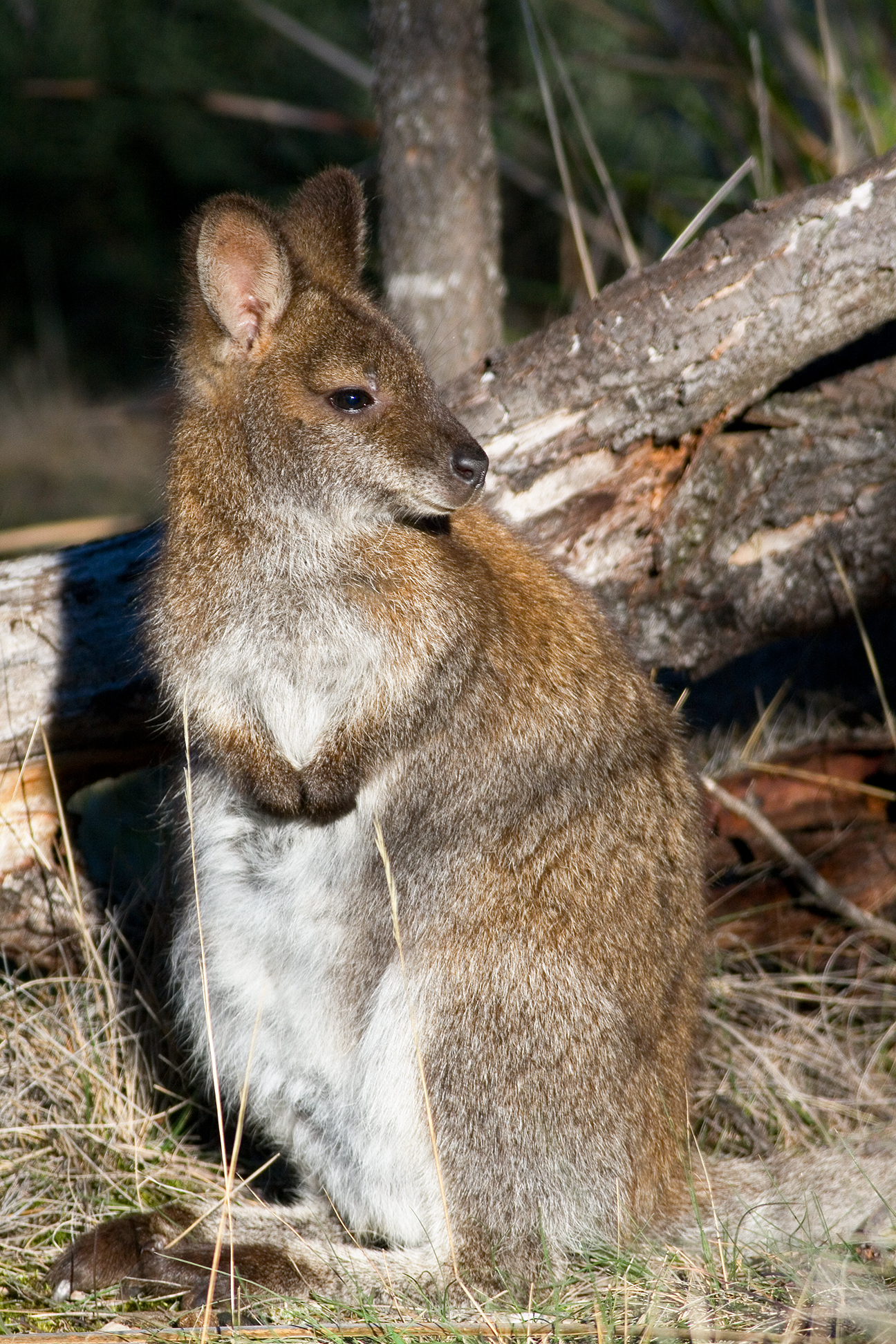
M. r. rufogriseus
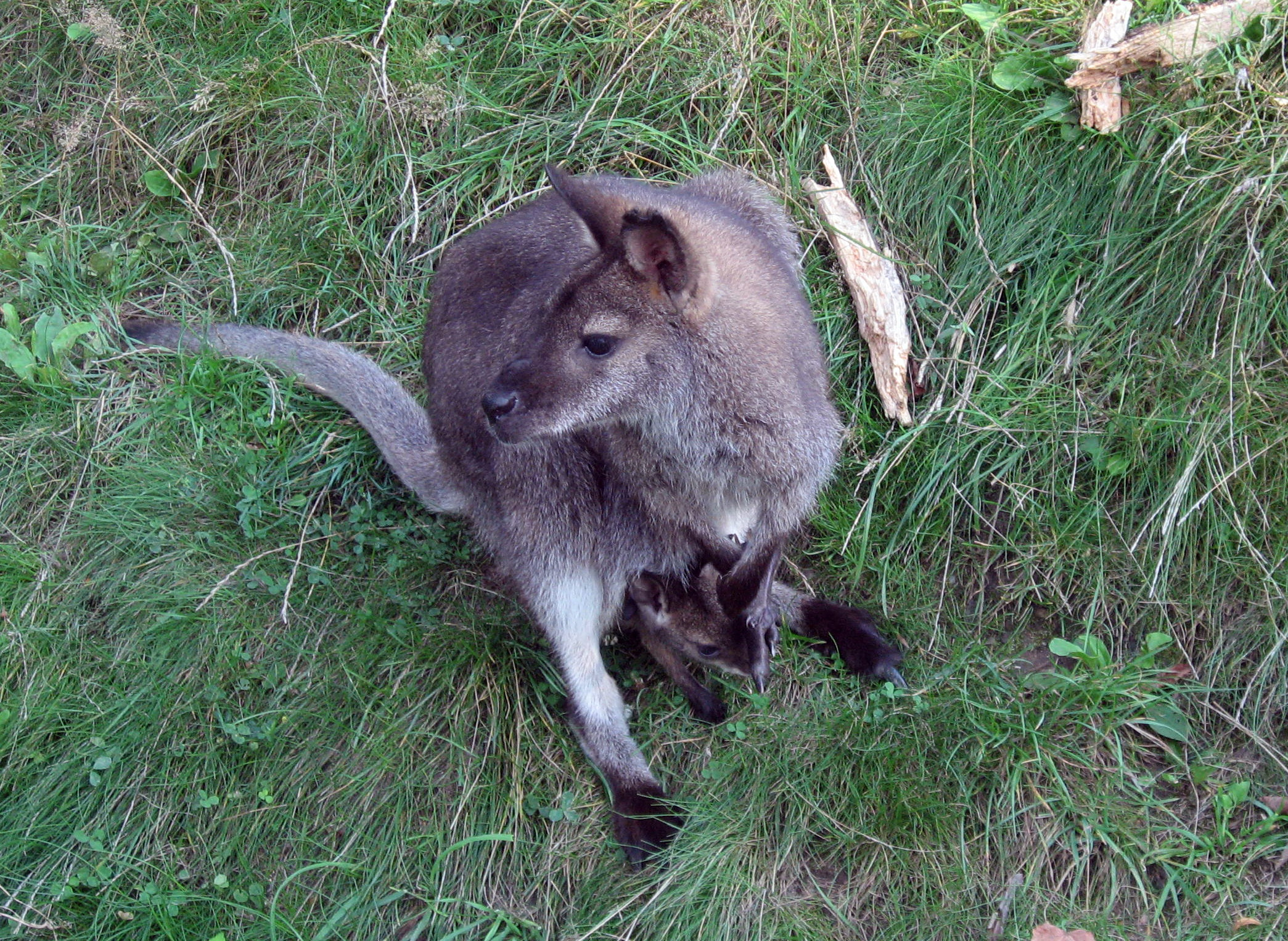
M. r. fruticus